# テーリオ・ヴェーネト
テーリオ・ヴェーネト（伊: Teglio Veneto）は、イタリア共和国ヴェネト州ヴェネツィア県にある、人口約2,300人の基礎自治体（コムーネ）。

## 地理

### 位置・広がり

#### 隣接コムーネ
隣接するコムーネは以下の通り。括弧内のPNはポルデノーネ県所属。
- コルドヴァード (PN)
- フォッサルタ・ディ・ポルトグルアーロ
- グルアーロ
- モルサーノ・アル・タリアメント (PN)
- ポルトグルアーロ

### 気候分類・地震分類
気候分類では、zona E, 2649 GGに分類される。
また、イタリアの地震リスク階級 (it) では、zona 3 (sismicità bassa) に分類される。